# Dean Devlin
Dean Devlin (New York, 27 augustus 1962) is een Amerikaans filmregisseur, producent, scenarioschrijver en voormalig acteur.

## Levensloop
Devlin is de oprichter van de productiemaatschappij Electric Entertainment. Hij begon zijn carrière als acteur in de jaren tachtig met films als City Limits en Real Genius. Hij is het meest bekend als filmproducent met werken die geregisseerd zijn door Roland Emmerich.
Devlin was van 1999 tot 2004 adviseur van spelcomputerbedrijf ZeniMax Media. In 2008 maakte hij zijn regiedebuut met de televisieserie Leverage. De eerste film die hij regisseerde op het witte doek was in 2017 de film Geostorm.

### Privé
Devlin is in 2003 getrouwd met actrice Lisa Brenner.

## Filmografie

### Films
| Jaar | Titel                        | Acteur | Regie | Producent  | Scenario |
| ---- | ---------------------------- | ------ | ----- | ---------- | -------- |
| 1980 | My Bodyguard                 |        |       |            |          |
| 1984 | The Wild Life                |        |       |            |          |
| 1984 | City Limits                  |        |       |            |          |
| 1985 | Real Genius                  |        |       |            |          |
| 1986 | 3:15                         |        |       |            |          |
| 1989 | Martians Go Home             |        |       |            |          |
| 1990 | Moon 44                      |        |       |            |          |
| 1991 | Total Exposure               |        |       |            |          |
| 1992 | Universal Soldier            |        |       |            |          |
| 1994 | Stargate                     |        |       |            |          |
| 1996 | Independence Day             |        |       |            |          |
| 1998 | Godzilla                     |        |       |            |          |
| 2000 | The Patriot                  |        |       |            |          |
| 2002 | Eight Legged Freaks          |        |       |            |          |
| 2004 | Cellular                     |        |       |            |          |
| 2006 | Flyboys                      |        |       |            |          |
| 2014 | God's Pocket                 |        |       | Uitvoerend |          |
| 2015 | The Wannabe                  |        |       | Uitvoerend |          |
| 2016 | Independence Day: Resurgence |        |       |            |          |
| 2017 | Geostorm                     |        |       |            |          |
| 2018 | Bad Samaritan                |        |       |            |          |

### Televisiefilms
| Jaar | Titel                                         | Acteur | Regie | Producent  | Scenario |
| ---- | --------------------------------------------- | ------ | ----- | ---------- | -------- |
| 1985 | North Beach and Rawhide                       |        |       |            |          |
| 2004 | The Librarian: Quest for the Spear            |        |       | Uitvoerend |          |
| 2006 | The Librarian: Return to King Solomon's Mines |        |       | Uitvoerend |          |
| 2008 | Blank Slate                                   |        |       | Uitvoerend |          |
| 2011 | Brain Trust                                   |        |       | Uitvoerend |          |

### Televisieseries
| Jaar      | Titel                    | Acteur | Regie | Producent  | Scenario |
| --------- | ------------------------ | ------ | ----- | ---------- | -------- |
| 1983      | Happy Days               |        |       |            |          |
| 1983      | Fame                     |        |       |            |          |
| 1983      | Alice                    |        |       |            |          |
| 1984      | Hill Street Blues        |        |       |            |          |
| 1985      | The Insiders             |        |       |            |          |
| 1985      | Misfits of Science       |        |       |            |          |
| 1985      | Too Close for Comfort    |        |       |            |          |
| 1985      | Hardcastle and McCormick |        |       |            |          |
| 1985      | The Fisher Family        |        |       |            |          |
| 1986      | L.A. Law                 |        |       |            |          |
| 1987      | Hard Copy                |        |       |            |          |
| 1989      | Generations              |        |       |            |          |
| 1989-1990 | Island Son               |        |       |            |          |
| 1997-1998 | The Visitor              |        |       | Uitvoerend |          |
| 1998-2001 | Godzilla: The Series     |        |       | Uitvoerend |          |
| 2005      | The Triangle             |        |       | Uitvoerend |          |
| 2006      | Talk to Me               |        |       | Uitvoerend |          |
| 2008-2012 | Leverage                 |        |       | Uitvoerend |          |
| 2014-2018 | The Librarians           |        |       | Uitvoerend |          |
| 2020      | Almost Paradise          |        |       | Uitvoerend |          |
| 2020      | The Outpost              |        |       | Uitvoerend |          |